# Kachina Village
Kachina Village ist ein Census-designated place im Coconino County im US-Bundesstaat Arizona. Das U.S. Census Bureau hat bei der Volkszählung 2020 eine Einwohnerzahl von 2.502 ermittelt.

## Lage
Die Gemeinde ist ein südlicher Vorort von Flagstaff und liegt westlich von Mountainairie an der Interstate 17 (Arizona veterans Memorial Highway, Flagstaff-Phoenix) und der Arizona State Route 89 im oberen Tal des Oak Creek in 2065 m Höhe. Die Gemeindefläche umfasst 3,7 km².
Die Interstate begrenzt die Gemeinde im Osten, während sie im Süden, Westen und Norden von Waldflächen umgeben ist.

## Name
Der Ort ist nach einem Begriff aus der Kultur der Hopi-Indianer benannt: Kachinas sind ursprünglich übernatürliche Geister und Götter der Hopis; der Begriff übertrug sich auf Tänzer des Indianervolkes, die mit diesen Wesen in entsprechenden Zeremonien in Kontakt treten und auf Puppen, die diese Wesen darstellen.

## Geschichte
Die Gegend war Teil einer großen Ranch, die sich im Besitz eines gewissen Dr. R. O. Raymons befand, der Anfang des 19. Jahrhunderts in Flagstaff als Arzt praktizierte. Später wurde das Land parzelliert und zur Besiedelung freigegeben. Kachina Village ist Ausgangspunkt mehrerer Wanderwege durch die großen Waldgebiete der Gegend.

## Sehenswürdigkeiten
Im Westen des Ortes befindet sich ein großer Golfplatz. Unweit von Kachina steht auch das Kachina-Observatorium.

## Demographie
Bei einer Volkszählung im Jahr 2000 wurde folgendes ermittelt:
| Weiß      | Afroamerikanisch | Hispanisch  | Indigene        | Asiatisch    | Pazifisch | andere    | 2+     |
| --------- | ---------------- | ----------- | --------------- | ------------ | --------- | --------- | ------ |
| 88,96 %   | 0,34 %           | 9,72 %      | 4,28 %          | 0,30 %       | 0,04 %    | 4,77 %    | 1,31 % |
| Haushalte | mit Kindern      | Verheiratet | Alleinerziehend | ohne Familie | Ledig     | Ledig 65+ |        |
| 1021      | 33,5 %           | 52,4 %      | 8,1 %           | 35,5 %       | 20,0 %    | 2,1 %     |        |